# Johann Georg von Geuder

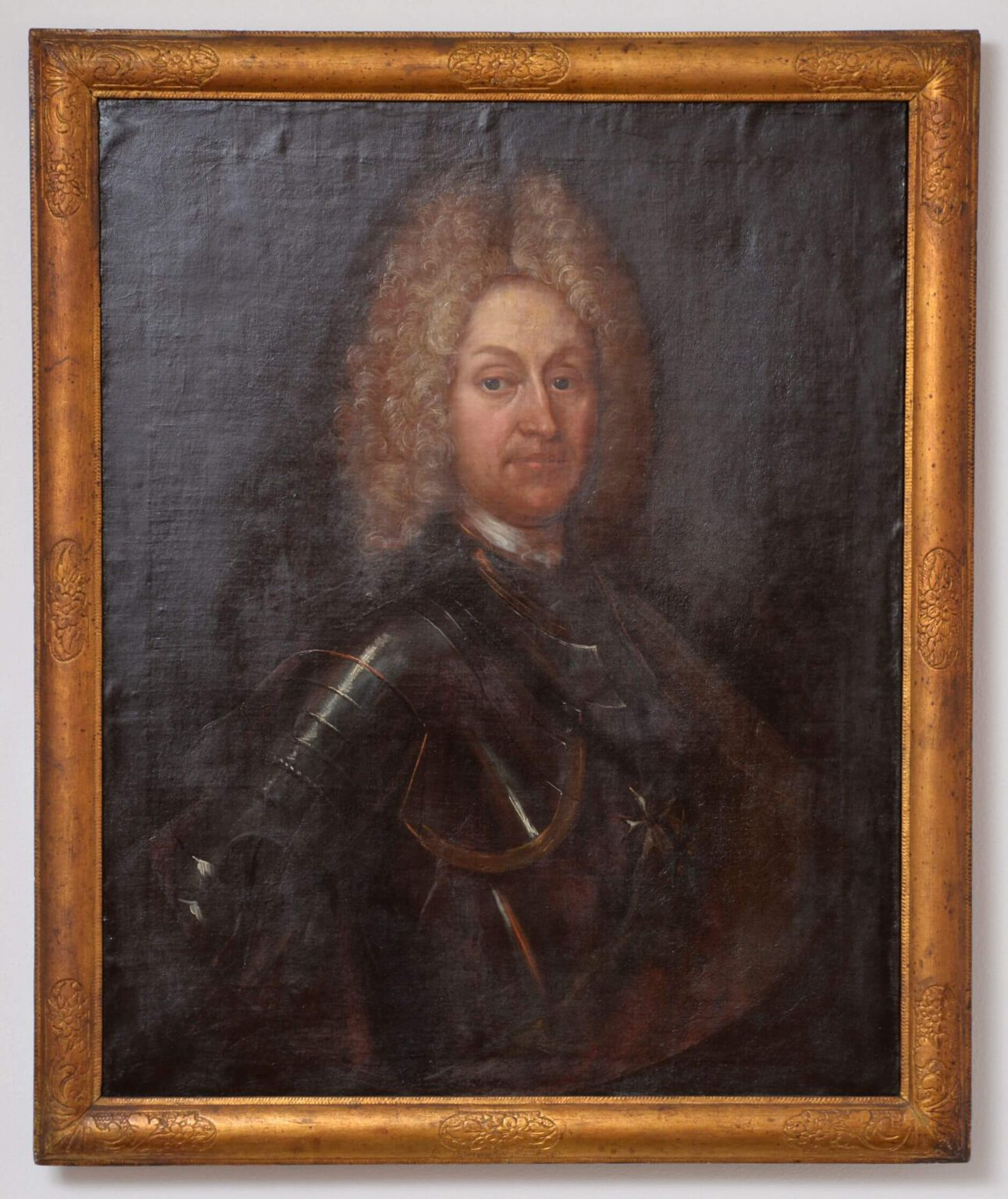
Johann Georg von Geuder Ölgemälde 1. Hälfte 18. Jh.

Johann Georg von Geuder, genannt Rabensteiner (* 22. November 1677; † 16. März 1747 in Berlin) war ein einflussreicher preußischer Hofbeamter und Ordenskanzler.

## Leben

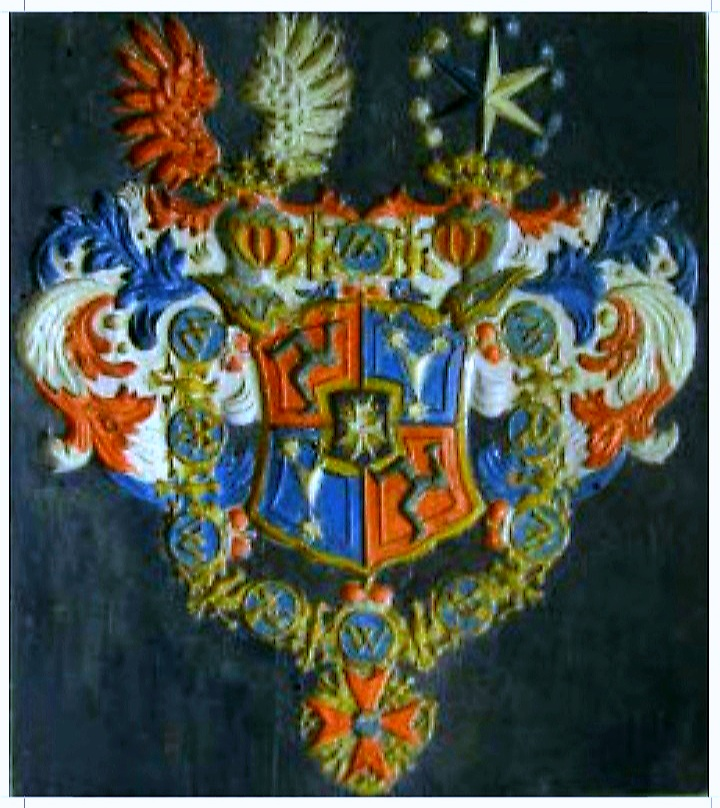
Wappen des Johanniter-Ordenskanzlers Johann Georg von Geuder genannt Rabensteiner mit Johanniter-Kreuz im Herzschild

Johann Georg von Geuder, genannt Rabensteiner zu Heroldsberg, Stein und Lichtenfeld, war ein Sohn des Philipp Carl von Geuder († 1694), fürstlich anhalt-bernburgischer Geheimer Rat, Hofmeister und Kammerdirektor, der den Beinamen Rabensteiner annahm, und der Amalia Hedwig von Wietersheim. Er begann seine Laufbahn in anhaltinischen Diensten als Landeshauptmann der Grafschaft Hohenstein, brachte es bis zum Geheimrat und trat dann in preußische Dienste, wurde Geheimer Kriegsrat, Wirklicher Geheimer Rat, Regierungs- und Kammerdirektor des Fürstentums Halberstadt. 1723 wurde er Kanzler des Johanniterordens zu Sonnenburg und Hofmarschall des Markgrafen Albrecht Friedrich und dann des Markgrafen Karl von Brandenburg. Er war auch Ritter des St. Hubertusordens von Württemberg.

## Familie
Johann Georg von Geuder war viermal verheiratet:
- 1. 1703 mit Eleonora Sophia von Mansbach (1680–1704)
- 2. 1706 mit Louise Hippolita von Bornstädt (1689–1707). Beide Frauen starben im Wochenbett.
- 3. 1708 mit Sophia Eleonora Freiin von Lettenrath (1687–1714). Der Ehe entstammten zwei Söhne und zwei Töchter
- 4. 1715 mit Sophia Charlotta von der Gröben. Der Ehe entstammten fünf Söhne und sechs Töchter

Der Sohn Friedrich Christoph (1710–1770) trat vor seinem 30. Lebensjahr in die Dienste des Prinzen Wilhelm IV. von Oranien, in dessen Auftrag er von 1740 bis 1742 aus Berlin berichtete. Er trat danach in preußische Dienste, wurde an den Württembergischen Hof gesandt, später Kammerherr und Hofmarschall und war ab 1762 Ritter des Johanniterordens.
Der Sohn Christian (* 1736) wurden ebenfalls königlich preußischer Kammerherr. In Berlin ließ Johann Georg von Geuder für sich und seine Familie am Quarré (später Pariser Platz Nr. 3) ein Palais errichten.